# Мірні рейки - Бирка

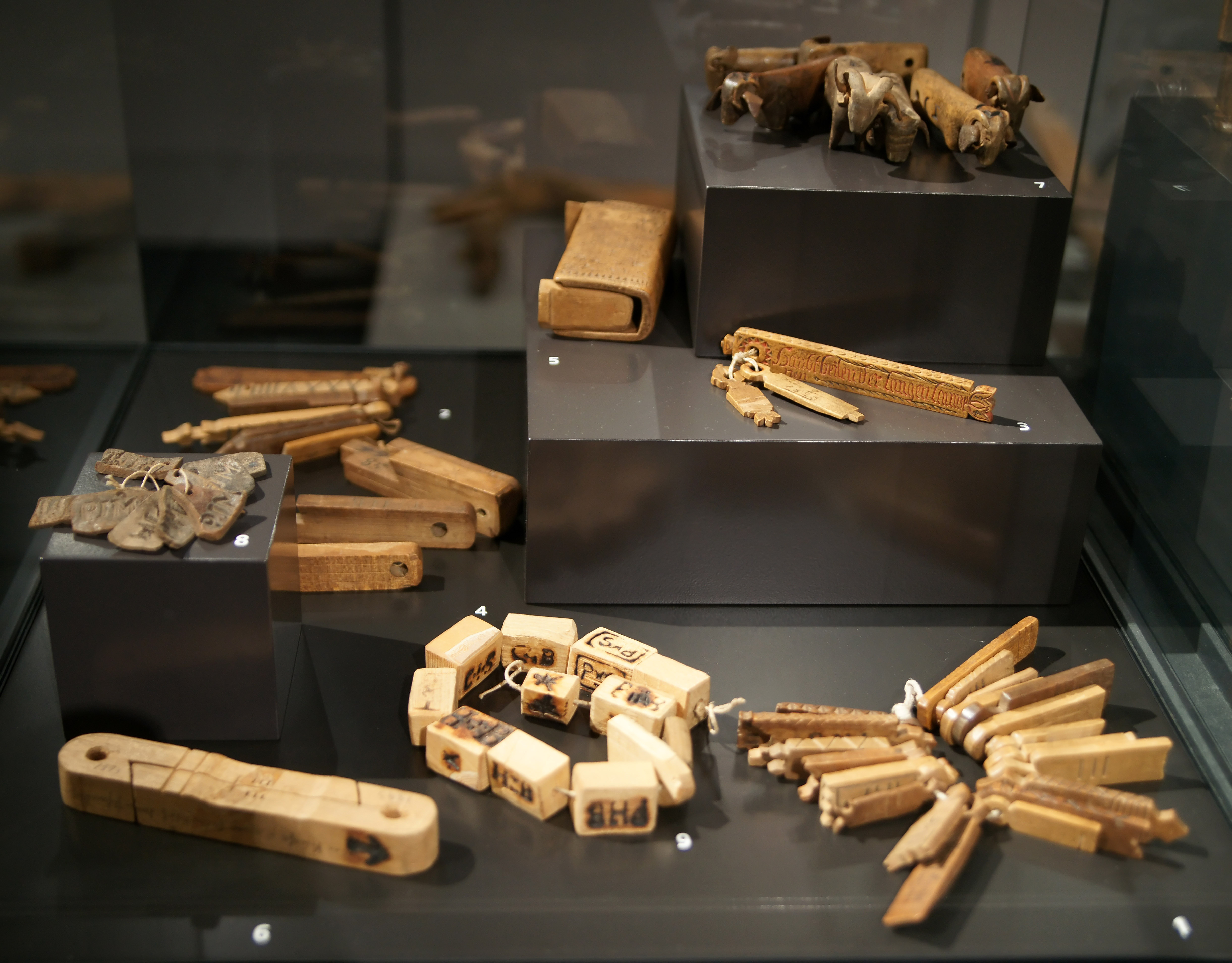
Колекція мірних рейок Альпійський музей Швейцарії

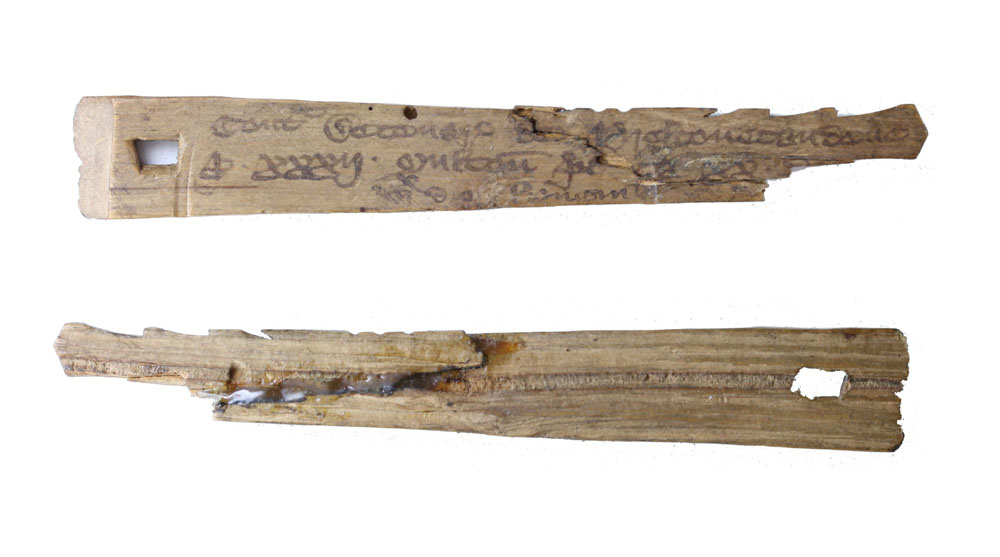
Середньовічні мірні рейки

У середньовічній Європі використовувалася грошова система, названа системою «мірних рейок». Дерев'яна полірована рейка з зарубками, якою позначають номінал, розміщувалась по всій довжині так, щоб зберегти зарубки. Половинки рейки залишалися в учасників угоди і підтверджували зобов'язання одного учасника по відношенню до іншого (як правило, зобов'язання по сплаті коштів або поставки товару). Половинка рейки, що підтверджувала зобов'язання, могла пускатися у вторинний обіг (як вексель або облігація), а друга половина рейки залишалася у боржника і служила захистом від підробки.
В Англії була поширена система казначейських мірних рейок, що випускались королем. Її ввів близько 1100 року нашої ери англійський король Генріх I і тільки в 1826 році її було скасовано. Ця система ґрунтувалася на введенні валюти дерев'яних полірованих рейок з карбами на одній зі сторін, і ці зарубки позначали номінал. Сама рейка розщеплювалися уздовж, але так, щоб можна було зберегти зарубки, і пускалася в оборот. Інша половина рейки залишалася у короля і служила доказом від підробки. На сьогоднішній день в Музеї Банку Англії зберігається така грошова одиниця, яка відповідає 25 тисячам фунтів стерлінгів.
За всю багату історію товарно-грошового обігу люди вважали грішми все, що хоч опосередковано можна було ними вважати. Король Генріх наказав розплачуватися ними для сплати державного податку, і це відразу змусило дерево вважати ціннішим, ніж ті гроші, які випускали «перші банкіри».